# Peter Donlon
Peter Dwight Donlon, född 16 december 1906 i Port Hueneme i Kalifornien, död 14 december 1979 i Napa, var en amerikansk roddare.
Donlon blev olympisk guldmedaljör i åtta med styrman vid sommarspelen 1928 i Amsterdam.